# 徐鼒
徐 鼒（じょ し、Xu Zi、1810年 ‐ 1862年）は、清の歴史家。字は彝舟。号は亦才。
江蘇省江寧府六合県の出身。1825年、挙人となった。1835年に進士となり、翰林院庶吉士となった。1851年に故郷に戻っていたが、1853年に太平天国軍が南京に進攻すると、徐鼒は六合県令の温紹原とともに団練数千人を集め、太平天国軍をしばしば破った。1858年、福建省福寧府知府となった。知府として文教を重視し、近聖書院を修築した。
それより以前の1850年から徐鼒は史館に入って南明史の研究を開始していた。当時の人々の著作60余りと、地方志や文人の詩文集を参考にして、1861年に『小腆紀年』を完成させた。翌1862年に在職のまま死去。

## 著書
- 『小腆紀年』
- 『小腆紀年附考』
- 『小腆紀伝』
- 『未灰斎文集』
- 『未灰斎詩鈔』
- 『敝帚斎遺書』
- 『読書雑釈』
- 『度支輯略』